# Pablo Wilches
Pablo Emilio Wilches Tumbia (* 13. Juli 1955) ist ein ehemaliger kolumbianischer Radrennfahrer und Sportlicher Leiter.

## Sportliche Laufbahn
Wilches war im Straßenradsport aktiv. Als Amateur gewann er 1982 die Tour de la Guadeloupe.
Von 1984 bis 1993 war er Berufsfahrer. Sein erstes Radsportteam war Splendor aus Belgien. Ab 1985 startete er für Café de Colombia, Postobón und andere kolumbianische Mannschaften. 1987 wurde er Gesamtsieger der Vuelta a Colombia vor Luis Herrera. In den Jahren von 1982 bis 1991 holte er insgesamt sieben Etappensiege in der Rundfahrt. 1989 siegte er in der Bergwertung. Im Etappenrennen Clásico RCN war er siebenmal auf Tagesabschnitten erfolgreich. Die Vuelta a Boyacá gewann er 1987, die Vuelta a Antioquia 1988. 1987 wurde er Gesamtzweiter hinter Fabio Parra. Im Coors Classic gewann er 1988 eine Etappe. In der Vuelta a Cundinamarca 1991 wurde er Dritter. Wilches bestritt alle Grand Tours.
| Grand Tour            | 1984 | 1985 | 1986 | 1987 | 1988 | 1989 | 1990 | 1991 |
| --------------------- | ---- | ---- | ---- | ---- | ---- | ---- | ---- | ---- |
| Vuelta a EspañaVuelta | –    | 39   | 29   | 24   | –    | 33   | 24   | –    |
| Giro d’ItaliaGiro     | –    | –    | –    | –    | –    | –    | –    | DNF  |
| Tour de FranceTour    | DNF  | DNF  | –    | DNF  | –    | –    | –    | –    |

1991 hatte er in Kolumbien einen positiven Dopingtest. Später fuhr er in verschiedenen Altersklassen Radrennen und gewann die Vuelta a Colombia für Senioren.

## Familiäres
Seine Söhne Juan Pablo Wilches und Norberto Wilches waren ebenfalls Radrennfahrer. Auch seine Brüder Gustavo Wilches, José Ricardo Wilches und Marcos Aurelio Wilches waren im Radsport aktiv.

## Berufliches
Wilches war als Sportlicher Leiter verschiedener Radsportteams in seiner Heimat tätig.